# Ömossa
Ömossa är även namnet på en del av Rangsby i Närpes kommun i Österbotten.
Ömossa by (Metsälä på finska) är centralort för en mängd småbyar i östra delen av Sideby socken i Kristinestad. Här finns vägrestaurang, ambulerande bankverksamhet, bokbuss och en välvårdad ungdomsföreningslokal. Den svenska skolan och daghemmet drogs in år 2005. Här fanns också en finskspråkig skola som drogs in 2009. Folk lever på jord- och skogsbruk, samt viss småföretagarsamhet, ett flertal pendlar till sina arbetsplatser.

## Historia
Byn grundades som ett nybyggarhemman omkring år 1590, då bondsonen Olof Persson Rääf från Norrnäs, Närpes  flyttade dit. Ett stort antal av byns nuvarande befolkning räknar sin härstamning från denne nybyggare och dennes hustru Elin Björnsdotter.
Under finska kriget utkämpades här slaget vid Ömossa.

## Hemman
Byn omfattas av nio hemmansnummer, vilka många idag är egna så kallade småbyar:
1. Skogman
2. Öman
3. Öström
4. Kallträsk
5. Västervik
6. Österback
7. Rosenback
8. Kivistö
9. Bergvik